# Saltos do Douro
Saltos do Douro é o projeto hidroelétrico construído na zona de fronteira da bacia hidrográfica do rio Douro, entre Portugal e Espanha.
Fica situado nas províncias espanholas de Zamora e Salamanca e no distrito português de Bragança. Este amplo território conta com as barragens espanholas de Aldeiadávila, Almendra, Castro, Ricobayo, Saucelle e Villalcampo.
Ainda que não façam parte do sistema assim designado, as barragens portuguesas de Bemposta, Miranda e Picote apresentam características similares às espanholas.
Esta rede de barragens e albufeiras situa-se dentro dos parques naturais conhecidos por Arribas do Douro, no lado espanhol, e Douro Internacional, no lado português. Esta zona é caracterizada pela existência de arribas (profundas depressões geográficas originadas pela erosão do rio Douro e os seus afluentes Águeda, Esla, Huebra, Tormes e Uces ao longo de milhares de anos). Alguns setores apresentam desníveis de até 400 m em relação à peneplanície. A forte incisão dos rios, juntamente com o elevado vazão da sua confluência, convertem esta zona num dos pontos de maior potencial hidroelétrico de toda a Península Ibérica.

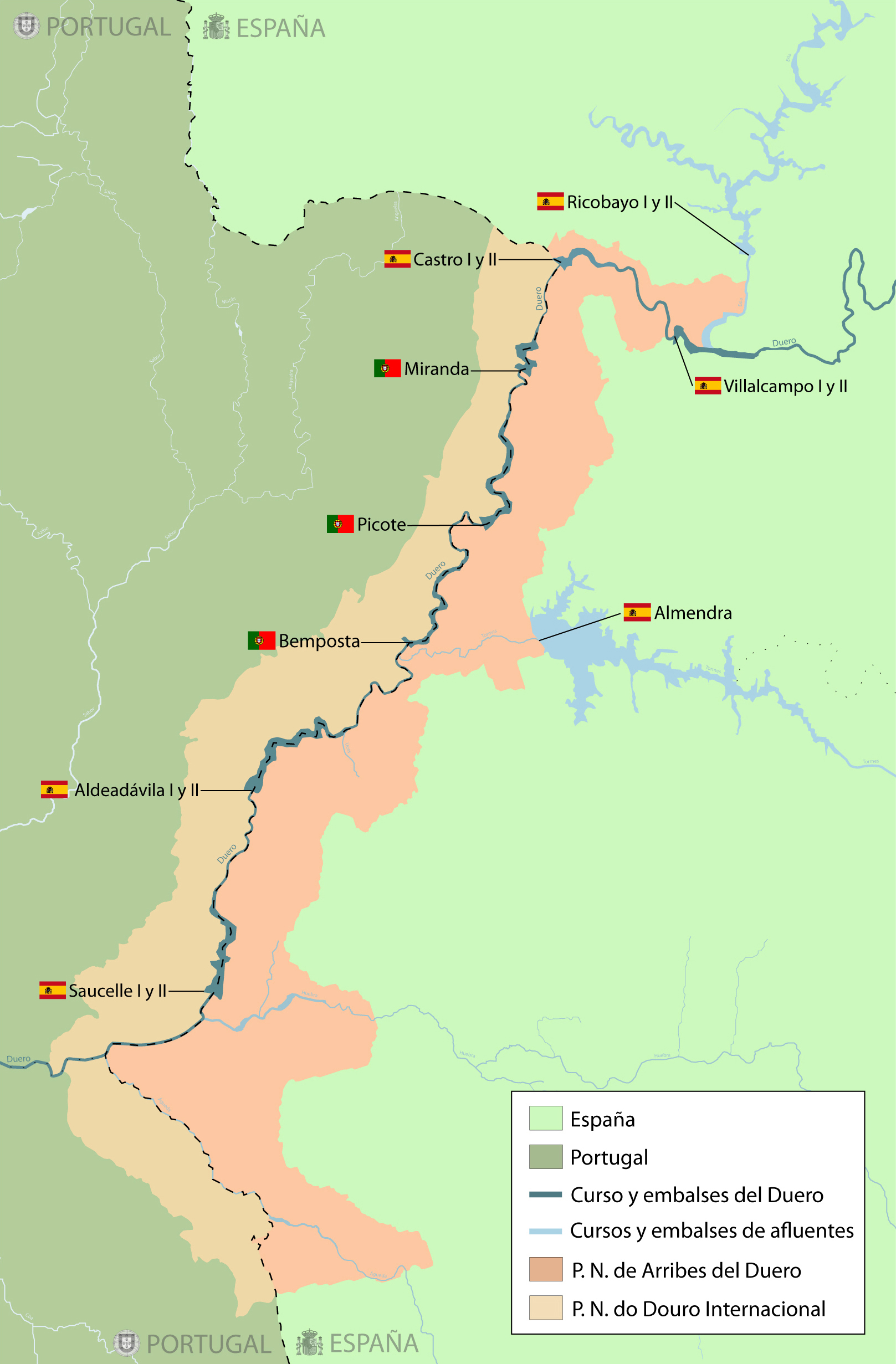
Mapa dos Saltos do Douro e das barragens portuguesas da mesma área do Douro, que não fazem parte do sistema, mas apresentam características similares às espanholas.

| Barragem e albufeira | País    | Rio    | Central         | Construção | Potência |
| -------------------- | ------- | ------ | --------------- | ---------- | -------- |
| Ricobayo             | Espanha | Esla   | Ricobayo I      | 1929-1935  | 133 MW   |
| Ricobayo             | Espanha | Esla   | Ricobayo II     | 1993-1999  | 158 MW   |
| Villalcampo          | Espanha | Douro  | Villalcampo I   | 1942-1949  | 096 MW   |
| Villalcampo          | Espanha | Douro  | Villalcampo II  | 1974-1977  | 110 MW   |
| Castro               | Espanha | Douro  | Castro I        | 1946-1952  | 080 MW   |
| Castro               | Espanha | Douro  | Castro II       | 1974-1977  | 110 MW   |
| Almendra             | Espanha | Tormes | Villarinho      | 1963-1970  | 810 MW   |
| Aldeiadávila         | Espanha | Douro  | Aldeiadávila I  | 1958-1963  | 718 MW   |
| Aldeiadávila         | Espanha | Douro  | Aldeiadávila II | 1983-1986  | 421 MW   |
| Saucelle             | Espanha | Douro  | Saucelle I      | 1950-1956  | 240 MW   |
| Saucelle             | Espanha | Douro  | Saucelle II     | 1989-1989  | 285 MW   |

## História

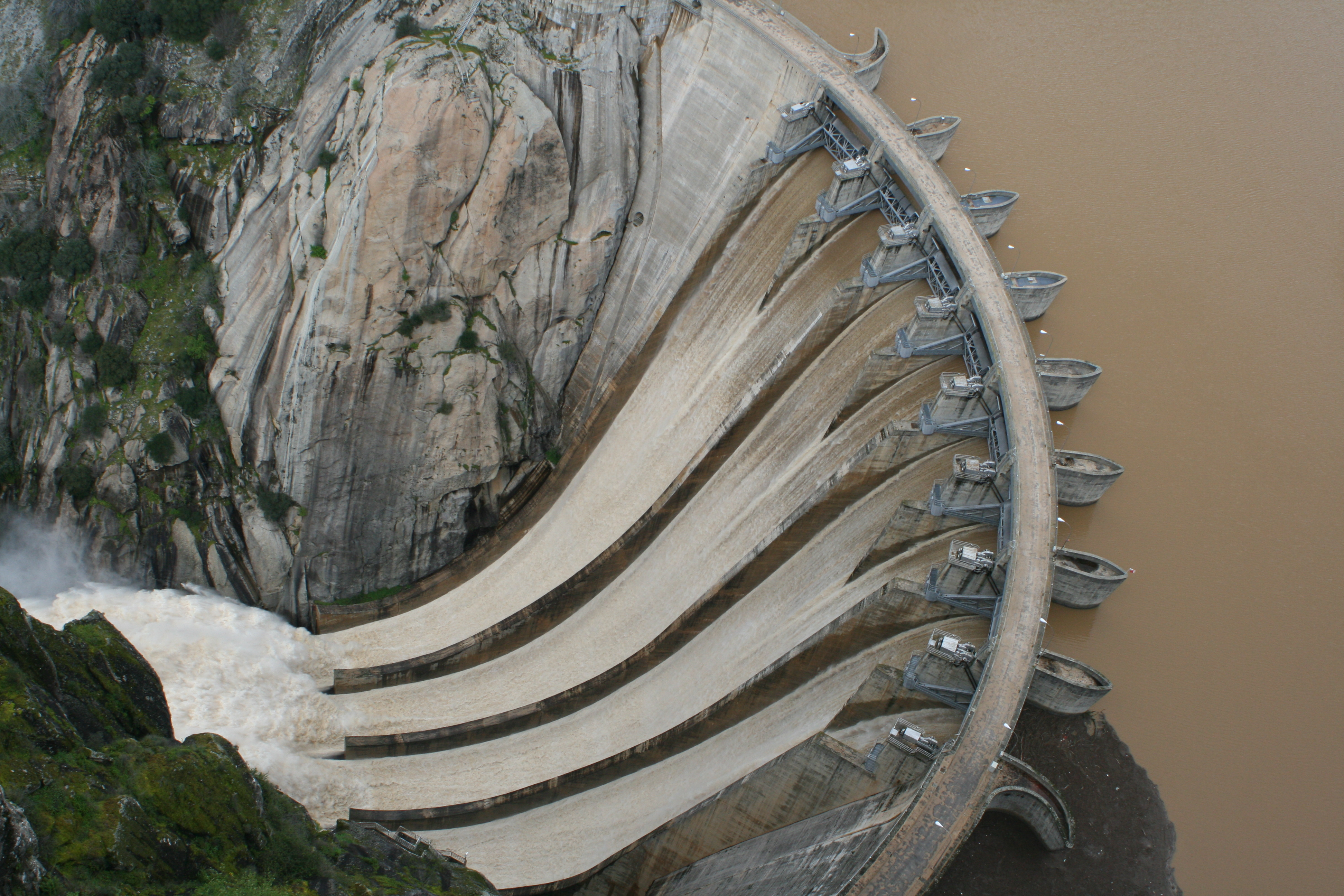
Barragem de Aldeiadávila.

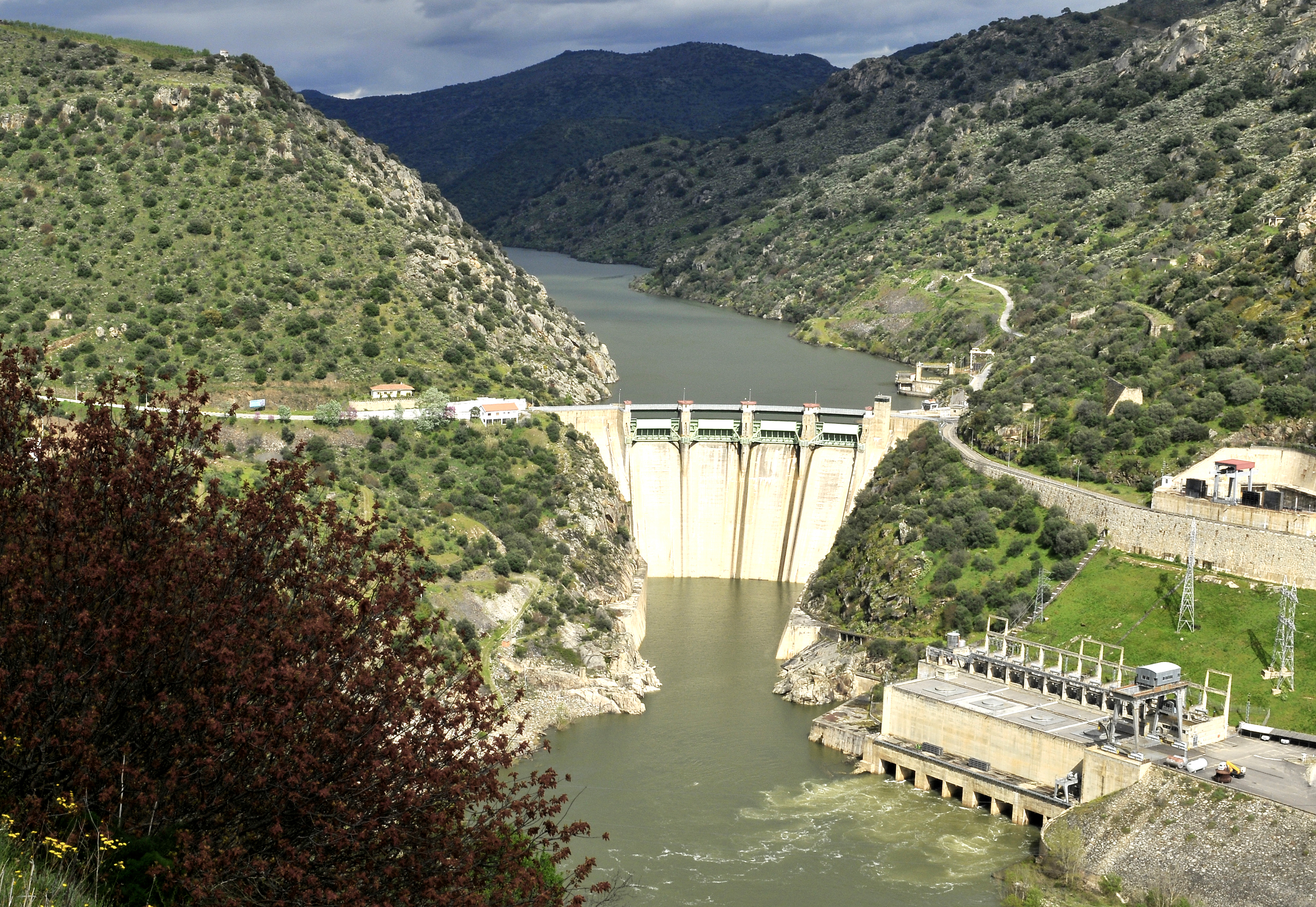
Barragem de Saucelle.

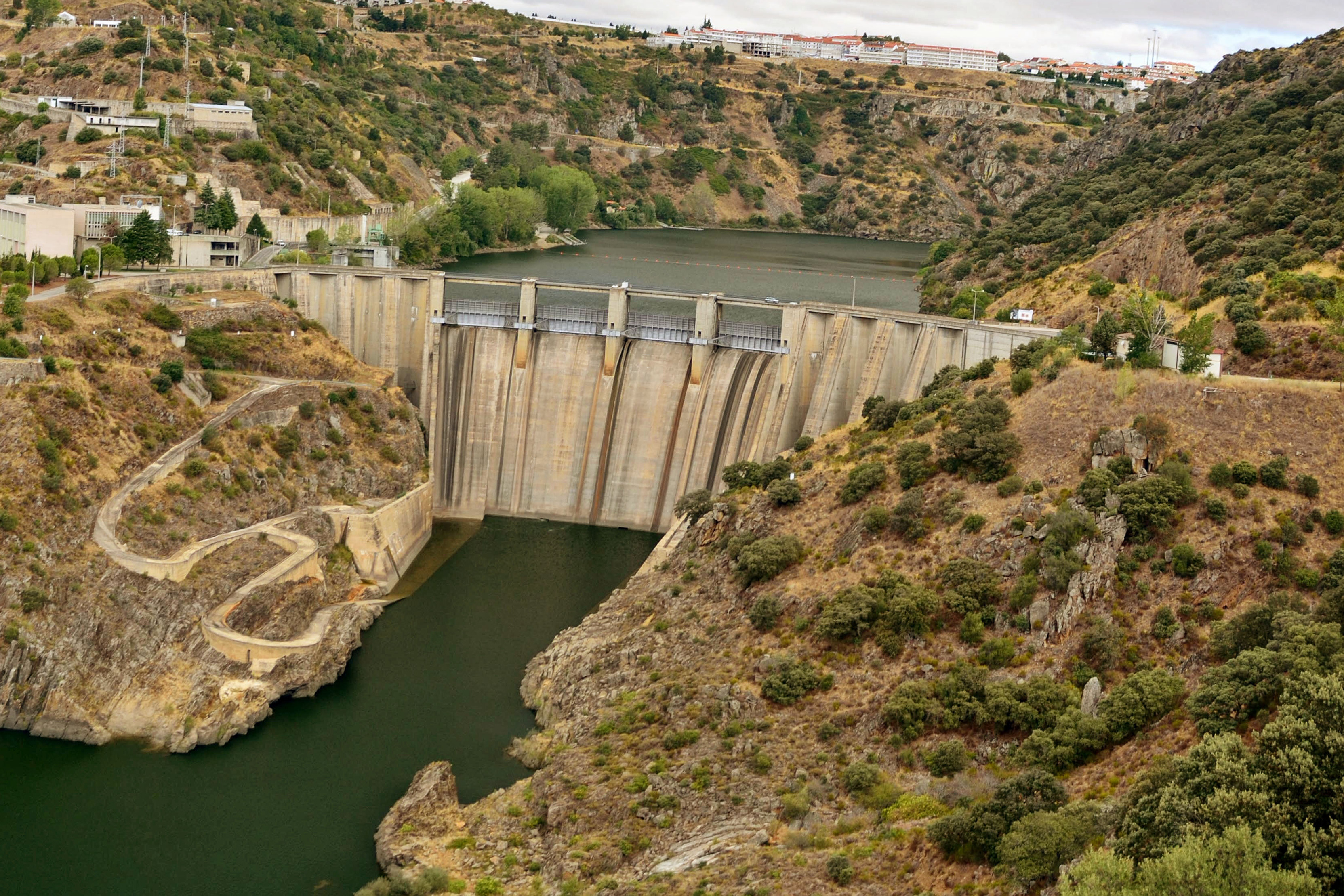
Barragem de Miranda.

A Saltos del Duero foi a empresa que tratou de construir o aproveitamento hidroelétrico do rio Douro, e deu o nome ao conjunto de barragens instalado no troço internacional. Foi constituída em Bilbau em 3 de Julho de 1918.
Após observar o imenso potencial energético da zona, o governo espanhol aprovou a concessão global para o aproveitamento hidroelétrico do rio Douro e os seus afluentes Esla, Tormes e Huebra, em 23 de Agosto de 1926. Porém, ao tratar-se do troço internacional, foi só em 16 de Agosto de 1927 que se assinou o acordo hispano-luso que fixou as condições da sua exploração, outorgando as concessões à Saltos del Duero.
O troço atribuído à Espanha foi o situado entre a foz do rio Tormes e o local onde se construiu a barragem de Saucelle, com comprimento de 54 km e desnível aproveitável de 201 m, enquanto que a Portugal foi atribuído o troço compreendido entre o local onde o Douro começa a ser fronteira entre ambos os países e a foz do Tormes, com comprimento de 52 km e desnível aproveitável de 195 m, bem como outro troço a jusante da barragem de Saucelle.
O primeiro projeto começou a ser feito em de 1929 quando começaram as obras do Salto de Ricobayo, que regularia o vazão do rio Esla e forneceria eletricidade ao norte de Espanha. Colocou-se em funcionamento em janeiro de 1935 com uma potência instalada de 100 MW, aumentando em 1947 para 133 MW.
Em meados de 1942, iniciaram-se as obras do Salto de Villalcampo, que foi a primeira barragem construída no leito do Douro. A barragem começou a funcionar regularmente em 1949 com 96 MW. Em 16 de Setembro de 1944, acordou-se a fusão da Saltos del Duero com a Hidroeléctrica Ibérica, criando-se a Iberduero. Com o aumento da procura energética produzida nessa época, a Iberduero começou a construção do Salto de Castro em 1946, que começou a produzir energia em 1952, com potência instalada de 80 MW.
Em 1948 começaram as obras do Salto de Saucelle que constituiu a última barragem do Douro em território espanhol. Entrou em funcionamento em 1956 com uma potência de 240 MW.
Em 1958 foi iniciada a construção do Salto de Aldeiadávila que foi a central hidroelétrica de maior potência da Europa Ocidental. Começou a funcionar regularmente em 1962 com 718,2 MW - o que implicou dobrar a capacidade de produção da Iberduero - e em 1986 foi aumentada a potência em mais 421 MW, o que a tornou na mais importante do panorama hidroelétrico espanhol com os seus 1203,2 MW. Em 1970 inaugurou-se o Salto de Villarinho.
Finalmente, em 1991, o Conselho de Administração da Iberduero decidiu pela integração com a Hidroeléctrica Española mediante um processo jurídico de fusão por absorção, que teria a Iberduero como absorvente de igual para igual com a Hidroeléctrica Española. Em 12 de Dezembro de 1992, foi assinada a escritura de constituição da Iberdrola.